# 幽霊東京
『幽霊東京』（ゆうれいとうきょう）は、2019年11月17日に発売されたAyaseのEP第1作目。

## 背景とリリース
ボーカロイドプロデューサーAyase初のアルバム作品で、過去にニコニコ動画やYouTubeに投稿していた楽曲を中心に収録されており、ボーナストラックには、Ayaseがコンポーザーとして所属する音楽ユニットYOASOBIの1stシングル「夜に駆ける」の初音ミクによるカバーバージョンと「夜撫でるメノウ」のAyase本人によるセルフカバーバージョンが収録されている。イベント『THE VOC@LOiD M@STER43』で販売が開始され、その後はBOOTHにて販売されている。また、2019年11月23日には各音楽配信サービスで、『幽霊東京 (digital edition)』のタイトルでボーナストラックを除いた6曲がリリースされた。
2019年12月24日に、自身の活動一周年を記念して「幽霊東京」のセルフカバーバージョンのミュージックビデオがYouTube上に投稿された。
2021年9月8日、アルバムのボーナストラックだった「夜撫でるメノウ」のセルフカバーバージョンが、「幽霊東京」のセルフカバーバージョンとの両A面シングル「夜撫でるメノウ/幽霊東京」として配信限定でリリースされた。
ジャケットイラストはイラストレーターの焦茶が担当。ミックスとマスタリングは福井昌彦が担当した。

## 収録内容
| 全作詞・作曲・編曲: Ayase。 |                                                         |       |            |      |
| #                           | タイトル                                                | 作詞  | 作曲・編曲 | 時間 |
| 1.                          | 「ハッピーエンダー」                                    | Ayase | Ayase      | 3:33 |
| 2.                          | 「フィクションブルー」                                  | Ayase | Ayase      | 3:34 |
| 3.                          | 「ラストリゾート」                                      | Ayase | Ayase      | 3:08 |
| 4.                          | 「キラークイーン」                                      | Ayase | Ayase      | 3:01 |
| 5.                          | 「ヴァイオレッタ」                                      | Ayase | Ayase      | 4:09 |
| 6.                          | 「幽霊東京」                                            | Ayase | Ayase      | 3:24 |
| 7.                          | 「夜に駆ける（初音ミクVer.）」(CD限定ボーナストラック)  | Ayase | Ayase      | 4:23 |
| 8.                          | 「夜撫でるメノウ (Ayase ver.)」(CD限定ボーナストラック) | Ayase | Ayase      | 4:24 |
| 合計時間:                   | 合計時間:                                               | 29:36 |            |      |

## クレジット
Vocal：Miku Hatsune (M1-M7), Ayase (M8)
Guitar ：Takeruru (M7)